# E-LineR

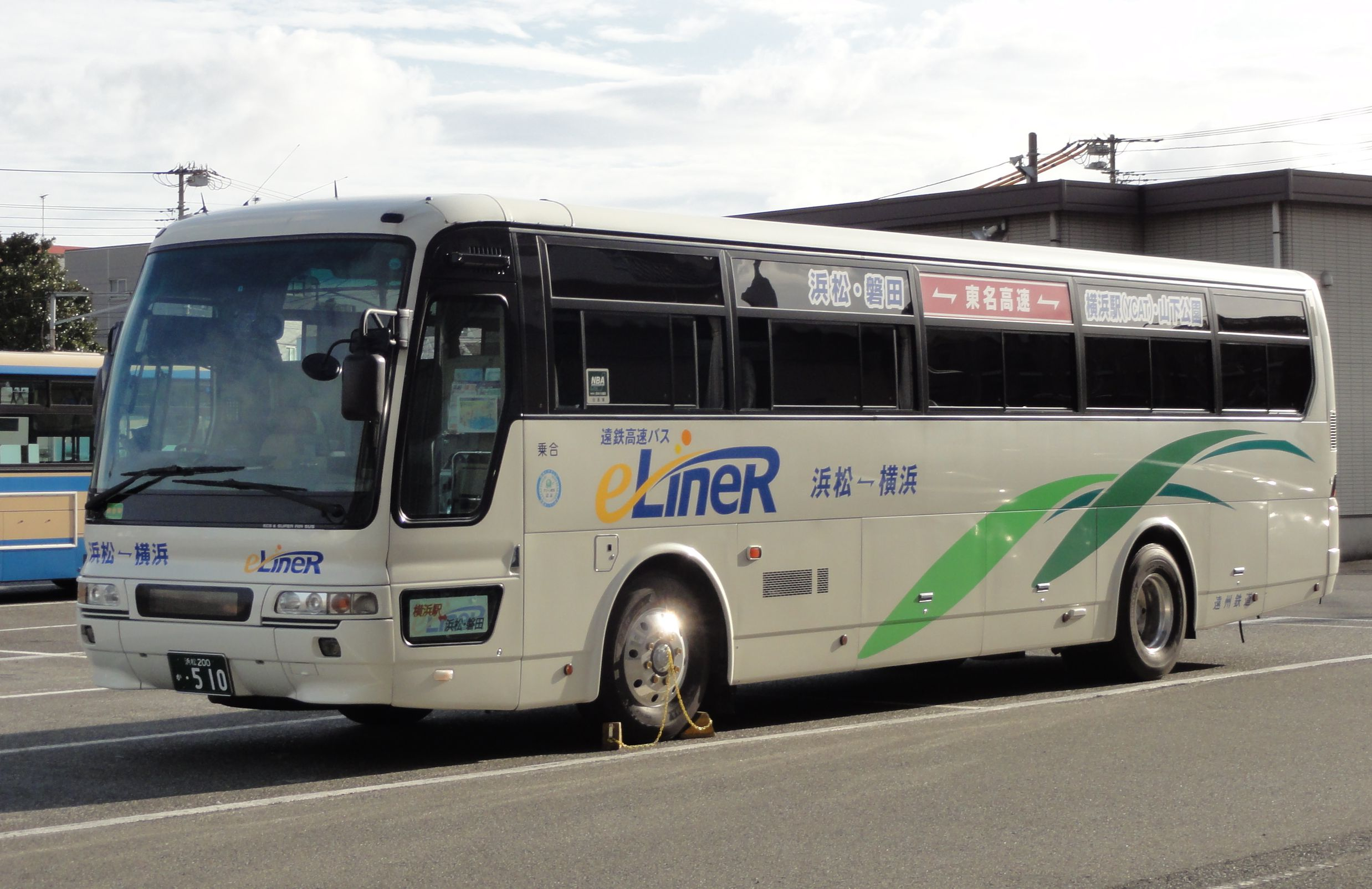
横浜イーライナー 横浜市電保存館にて

「e-LineR」（イーライナー）は、遠州鉄道が運行する都市間高速バスを総称した愛称である。正式名称は「遠鉄高速バスe-LineR」。

## 概要
e-LineRの愛称は行先・路線・系統に関係なく遠鉄の運行する高速バス全般に使用される。「eLineR」とも表記されることがあるが、正式には「e-LineR」である。ちなみに、遠鉄が運行する空港リムジンバスには「空港直行バスe-wing」の愛称が与えられている。
愛称は遠鉄 （"e"ntetsu）の運行する定期路線（"liner"）であることが由来である。また、綴り字の"L"と"R"が大文字表記になっているのは、それぞれを左（"L"eft）右（"R"ight）の頭文字に見立て、各地へのアクセスを形容しているからである｡
路線ごとに「渋谷・新宿イーライナー」など、「●●イーライナー」という形で愛称がつけられている他「e-LineR●●線」とも呼称される。なお、e-LineR（イーライナー）を名乗るのは遠鉄の運行便のみであり、他社運行便は別の愛称がつく。このため共同運行する会社同士で愛称が一致しない。
なお、遠鉄では片道利用可能な都市間ツアーバス事業として2000年代後半にちょこっとおでかけ便（このうち渋谷経由六本木行、東京丸の内行のみ該当）を、2010年代初期に観光都市方面へ結ぶ遠鉄直行バスを運行していたがいずれも既に廃止されている。こちらの詳細は遠鉄観光を参照。

## 沿革
- 2010年（平成22年）
  - 7月5日 - 【横浜】遠州鉄道が浜松横浜線の新規開設を発表[1][2][3][注 3]。
  - 7月9日 - 【横浜】予約受付開始。
  - 7月15日 - 【横浜】試乗会および出発式を開催。
  - 7月16日 - 【横浜】運行開始。同時に乗客への「あぶら取り紙」のプレゼントキャンペーンも開始[4]。
  - 10月16日 - 【横浜】ダイヤ改正。実情に合わせ所要時間を伸ばす。
  - 12月1日 - 【横浜】学割回数券を販売開始。
- 2011年（平成23年）
  - 2月5日 - 【横浜】受験生応援キャンペーン開始。車内にてキットカット又はウカールがプレゼントされる[5]。
  - 3月4日 - 【渋谷・新宿】参入を公式発表[6]。
  - 3月19日 - 【渋谷・新宿】新宿・渋谷 - 浜松線に渋谷・新宿イーライナーの愛称[7]で遠鉄が参入。上り4号<ET4204便>[注 4]と下り5号<ET4205便>を担当[6]。
  - 3月19日 - 【横浜】ダイヤ改正・運賃改定。往復運賃を値下げ[注 5]し、往復とも4月3日までの毎日と7月10日までの土日祝限定で従来の最終便より1本後に1便運行[注 6][8]。
  - 7月16日 - 【横浜】期間限定増便を本日より8月31日まで延長し、毎日運行。
  - 8月1日 - 【横浜】女性専用シート試験導入。
  - 9月1日 - 【横浜】女性専用席（女性専用シート）導入[注 7]。
  - 10月1日 - 【渋谷・新宿】相生・子安・篠ヶ瀬の各バス停を新設[10][11]。
  - 11月6日 - 【渋谷・新宿】新車738号車運行開始。従来は基本的に516号車が使用されていた[12]。
  - 11月15日 - 【大阪】12月1日からの運行開始を発表[13][14][15]。
  - 12月1日 - 【大阪】運行開始[15]。
  - 12月1日 - 【横浜】ダイヤ改正。
- 2012年（平成24年）
  - 4月1日 - 【横浜】浜松インター駐車場移転拡大。
  - 7月1日 - 【渋谷・新宿】ダイヤ改正。浜松インターバス停を廃止し浜松インター駐車場へ変更。また遠鉄4号が1時間、遠鉄5号が10分早くなる[16]。
  - 7月1日 - 【横浜】ダイヤ改正[16]。
  - 7月7日 - 【大阪】新車772号車運行開始。従来は基本的に516号車が使用されていた[17]。
  - 8月1日 - 【横浜】8月31日まで期間限定増便[18]。
- 2013年（平成25年）
  - 7月1日 - 【横浜】【渋谷・新宿】【大阪】担当営業所が浜松東からターミナルへ変更[19]。
  - 7月13日 - 【大阪】ダイヤ改正[20]。東名舘山寺に新たに停車すると共に遠鉄便に限りUSJまで延長[21]。
  - 12月13日 - 【横浜】ダイヤ改正。金曜日・土曜日・祝前日において横浜→浜松の夜行便試験運行ならびに浜松→横浜の期間限定昼行便増便[22]。
- 2014年（平成26年）
  - 3月21日 - 【横浜】ダイヤ改正[23][24]。夜行便を両方向に変更し本格運行（金・土・日・祝のみ）。東名御殿場バス停を新設。このほか、他の高速バスとのセット券を設定[25]。
  - 4月1日 - 【横浜】【渋谷・新宿】消費税増税に伴い運賃改定。購入日基準での改定となる[26]。
  - 4月1日 - 【大阪】消費税増税に伴い運賃改定。運行日基準での改定となる[26]。
  - 7月1日 - 【渋谷・新宿】【横浜】浜松インター第2駐車場供用開始。
  - 7月18日 - 【横浜】夜行便を8月31日まで毎日運行。また東名御殿場で御殿場プレミアム・アウトレットへのシャトルバスが接続待ちをする様になる[27]。このほか、乗車券の払戻手数料を改定[28]。
  - 7月26日 - 【横浜】新車864号車運行開始[29]。
  - 8月1日 - 【横浜】女性優先シートの運用を中止[9]。
  - 9月1日 - 【横浜】本日より11月30日までの夜行便の運行が土日祝のみ運行に短縮[30]。なお、その後12月に関しては12日のダイヤ改正より前はこの期間のダイヤを維持し、夜行便は土日祝にあたる12月6日・7日のみ運行することとなった[31][32]。
  - 12月12日 - 【横浜】ダイヤ改正。夜行便が時刻を変更し毎日運行になるとともに品川まで延伸[33][34]。また片道普通運賃を改定しカレンダー運賃制が導入される[35]。
- 2015年（平成27年）
  - 7月6日 - 【横浜】乗車特典リニューアル。ポイント券呈示で各種施設での優待が受けられるようになる[36]。
  - 7月17日 - 【横浜】夜行便ダイヤ改正。横浜と品川の停車順序が逆になるとともに浜松到着が深夜から朝に変更される[37]。
  - 10月1日 - 【横浜】夜行便ダイヤ改正。夜行便が横浜発に限り山下公園前からの予約乗車が可能となる[38]。
  - 11月16日 - 【横浜】特定日の夜行増便を発表。12月18日から翌年3月13日の特定日に運行[39]。
  - 12月18日 - 【横浜】【渋谷・新宿】【大阪】遠鉄便全車無料Wi-Fiサービス開始[40]。
  - 12月18日 - 【横浜】新車947号車運行開始[40]。
- 2016年（平成28年）
  - 9月26日 -【大阪】工事のため東名舘山寺バス停を休止[41]。
- 2019年（平成31年/令和元年）
  - 3月17日 - 【大阪】新名神高速道路の延伸に伴い四日市JCT - 亀山西JCT間の経路を東名阪自動車道より変更[42]。
  - 9月1日 - 【大阪】休止していた東名舘山寺バス停が復活し、遠鉄便に限り長島温泉バス停への停車を開始[43][44]。
  - 11月1日 - 【横浜】夜行便の経路を変更。品川バスターミナルを廃止するとともに国際展示場駅経由で東京ディズニーランドまで延伸[45][46]。遠鉄の乗合としては初めての千葉県乗り入れとなる。
- 2020年（令和2年）
  - 12月1日 -【大阪】ダイヤ改正。西日本JRバス便が運行を休止し、遠鉄便のみの運行となる[47]。
- 2022年（令和4年）
  - 6月1日 - 【横浜】夜行便の虎ノ門ヒルズへの停車を開始[48]。
  - 6月29日 - 【京都】8月1日からの運行開始を発表[49]。
  - 8月1日 - 【京都】運行開始[49]。
  - 8月1日 - 【大阪】長島温泉への停車を取りやめ[49][注 8]。
  - 8月20日 - 【横浜】【渋谷・新宿】浜松インター駐車場のりば位置・高速バス利用者向け駐車場運用が変更された[50]。
- 2024年（令和6年）
  - 9月1日 - 【京都】東名豊川・東名音羽への停車を開始[51]。
  - 10月1日 - 【大阪】東名豊川・東名音羽への停車を開始[51]。また、LINEショップカードが大阪イーライナーにも適用拡大[52]。
  - 10月1日 - 【京都】LINEショップカードが京都イーライナーにも適用拡大[52]。
  - 10月1日 - 【横浜】103便（夜行便）の虎ノ門ヒルズ出発時刻を10分繰り上げ[53]。
- 2025年（令和7年）
  - 7月1日 - 【渋谷・新宿】ダイヤ改正。特定日に関して京王便が1往復減り遠鉄便が1往復増える[54][55]。
  - 7月1日 - 【横浜】【新宿・「東京ディズニーランド®」】夜行便の横浜3便、横浜103便を路線分離し新宿・「東京ディズニーランド®」1便、新宿・「東京ディズニーランド®」101便とする[55]。昼行便の横浜2便、横浜102便を廃止[55]。

## 路線概説

### 横浜イーライナー
路線名は浜松横浜線である。横浜イーライナーの愛称も使用される。また、夜行便の虎ノ門ヒルズへの停車開始後は、同便に限り浜松横浜・東京虎ノ門線（横浜・東京虎ノ門イーライナー）とも表記される。

#### 運行経路
2系統存在する。
- ▼：浜松発は乗車のみ、横浜発は降車のみの取り扱い。
- ▲：浜松発は降車のみ、横浜発は乗車のみの取り扱い。
- △：浜松発は降車のみ、横浜発は予約乗車のみの取り扱い。
- ∥：通過。
- ※のバス停はパークアンドライド対応のバス停。

| 所在地             | 所在地   | 所在地   | 停留所名                                                                    | 昼行便 | 夜行便 |
| ------------------ | -------- | -------- | --------------------------------------------------------------------------- | ------ | ------ |
| 静岡県             | 浜松市   | 中央区   | 浜松駅 （浜松駅バスターミナル11のりば）                                     | ▼      | ▼      |
| 静岡県             | 浜松市   | 中央区   | ホテルコンコルド浜松前                                                      | ∥      | ▼      |
| 静岡県             | 浜松市   | 中央区   | ヤマハ前                                                                    | ∥      | ▼      |
| 静岡県             | 浜松市   | 中央区   | 相生                                                                        | ▼      | ∥      |
| 静岡県             | 浜松市   | 中央区   | 子安                                                                        | ▼      | ∥      |
| 静岡県             | 浜松市   | 中央区   | 篠ヶ瀬                                                                      | ▼      | ∥      |
| 静岡県             | 浜松市   | 中央区   | 東名浜松北                                                                  | ∥      | ▼      |
| 静岡県             | 浜松市   | 中央区   | 浜松インター駐車場※                                                         | ▼      | ▼      |
| 静岡県             | 磐田市   | 磐田市   | 磐田インター駐車場※                                                         | ▼      | ▼      |
| 静岡県             | 掛川市   | 掛川市   | 掛川インター駐車場※                                                         | ∥      | ▼      |
| 静岡県             | 掛川市   | 掛川市   | 東名掛川                                                                    | ▼      | ∥      |
| (クローズドドア制) |          |          |                                                                             |        |        |
| 静岡県             | 御殿場市 | 御殿場市 | 東名御殿場                                                                  | △      | ∥      |
| 神奈川県           | 横浜市   | 西区     | 横浜駅 （YCAT6のりば）                                                      | ▲      | ▲      |
| 神奈川県           | 横浜市   | 中区     | 山下公園前                                                                  | △      | ∥      |
| 東京都             | 港区     | 港区     | 虎ノ門ヒルズ                                                                |        | ▲      |
| 東京都             | 江東区   | 江東区   | 国際展示場駅                                                                |        | ▲      |
| 千葉県             | 浦安市   | 浦安市   | 東京ディズニーランド （東京ディズニーランドウエストバスターミナル18のりば） |        | ▲      |

- 昼行便は牧之原SAと足柄SAでそれぞれ10分程度の休憩を取るが、状況により場所・時間は変わることがある。
- 夜行便は3回程度の開放休憩とは別に、停車時間が設定されている。
- 昼行便2往復のうち、1往復は東名御殿場には停車しない。
- 横浜国際女子マラソンなどの催事による交通規制等のため山下公園前バス停が使用できない場合には中華街入口バス停を使用する[56][9]。

#### 概説
遠州鉄道の長距離都市間高速バスとしては初の路線である。単独運行であるが、横浜側での車両・乗務員の休憩は横浜市交通局の滝頭営業所を使用している。夜行便は横浜地区を起終点としなくなったため現在は京成バスの車庫を使用。
運行開始当初は昼行便のみの運行であった。3便・103便は夜行便であるが、2014年12月11日までは昼行・夜行にかかわらず運賃は同一となっている。なお、この時は夜行便である3便は始発である浜松駅を日付が変わってからの出発であるため、夜行バスで一般的な到着日の前日扱いでの予約ではなく、予約の際の出発日は到着日と同じ日となる。一方逆方向の103便は日付が変わる前に山下公園前を出発するため到着日の前日が運行日扱いとなる。
その後、2014年12月12日にダイヤと運賃を改定。片道普通運賃はカレンダー運賃制を導入し、繁忙日などを中心に夜行便と昼行便で若干の運賃差が生じる様になった。また、浜松駅行の始発を山下公園前に停車しなくなる他横浜方面行は浜松駅発時刻が日付を変わる前となり、双方向とも到着日の前日が運行日扱いとなる。なお、103便に関しては12月12日は運行せず12月13日からの毎日運行となる。なお、その後12月に入り夜行便が同日より京浜急行バスの品川バスターミナルまで延伸することが発表された。2015年7月には夜行便が従来横浜経由品川だったものを品川経由横浜に変更し、浜松到着も朝に変更されている。さらに同10月からは夜行便も浜松行きに限り再び山下公園前発となった。その一方で同11月には12月から特定日のみ運行の夜行増便を発表。特定日のみではあるが久々に浜松深夜到着の便が設定された。
その後、高輪地区再開発事業に伴う品川バスターミナルの移転に備え、品川バスターミナルを通過するとともに国際展示場駅経由で東京ディズニーランドへ延伸。同時に103便の山下公園前への停車を取りやめるとともに昼行便と同じ相生・東名掛川経由から夜行便に限りホテルコンコルド浜松前・掛川インター駐車場経由に変更された。
羽田エアポートガーデンの開業を前に、夜行便は同施設への乗り入れを発表。しかし、新型コロナウイルス感染症の影響で施設の開業が延期されているため、浜松横浜線の乗り入れも実現していない。2022年には、夜行便は新たに虎ノ門ヒルズへの停車を開始した。
車内ではブランケット（ひざ掛け）のサービスを実施している。おしぼりがサービスされていた時期もあった。
当初、トイレなし車両で運行していたが、2010年8月のお盆期間に貸切用の化粧室付日野・セレガ「プレミアムロイヤル」車両を使用して試験運行の後、同年秋に各車にトイレ設置改造を施した。
乗車時に40ポイントのポイント券が配布され、窓口でえんてつカードのえんてつポイントへ交換出来た。また、このポイント券を提示することで提携施設にて各種優待が受けられた。e-wing同様、えんてつカードを直接利用することは出来ない。なお、運行開始当初は配布されていなかった他、e-LineRの他路線では配布されていない。現在はe-wing同様にポイント券は廃止され、浜松横浜線のみLINE@の乗車ポイントサービスに移行している。
また、車内中程の4席は2014年7月31日まで女性優先シートとなっていたが、こちらも当初は設置されておらず、女性専用シートとしての試験期間を経て設置された。
通常運賃（片道・往復割引）以外に学割回数券が販売されている。また、各種企画きっぷも存在する。
運行会社
遠州鉄道（浜松東営業所）
ターミナル営業所の浜松東営業所への統合までは、同所が担当していた。
なお、2013年6月までは浜松東営業所が担当していた。

### 新宿・「東京ディズニーランド®」イーライナー
路線名は浜松～新宿・「東京ディズニーランド®」線である。

#### 運行経路
- ▼：浜松発は乗車のみ、TDL発は降車のみの取り扱い。
- ▲：浜松発は降車のみ、TDL発は乗車のみの取り扱い。
- ※のバス停はパークアンドライド対応のバス停。

| 静岡県 | 浜松市             | 中央区 | 浜松駅 （浜松駅バスターミナル11のりば）                                     | ▼ |
| 静岡県 | 浜松市             | 中央区 | 市役所南                                                                    | ▼ |
| 静岡県 | 浜松市             | 中央区 | 静岡大学                                                                    | ▼ |
| 静岡県 | 浜松市             | 中央区 | 浜松西インター駐車場※                                                       | ▼ |
| 静岡県 | 浜松市             | 中央区 | 東名浜松北                                                                  | ▼ |
| 静岡県 | 浜松市             | 中央区 | 浜松インター駐車場※                                                         | ▼ |
| 静岡県 | 磐田市             | 磐田市 | 磐田インター駐車場※                                                         | ▼ |
| 静岡県 | 掛川市             | 掛川市 | 東名掛川                                                                    | ▼ |
| 静岡県 | (クローズドドア制) |        |                                                                             |   |
| 東京都 | 新宿区             | 新宿区 | バスタ新宿                                                                  | ▲ |
| 東京都 | 江東区             | 江東区 | 国際展示場駅                                                                | ▲ |
| 千葉県 | 浦安市             | 浦安市 | 東京ディズニーランド （東京ディズニーランドウエストバスターミナル18のりば） | ▲ |

- 2回程度の開放休憩とは別に、停車時間が設定されている。

#### 概説
2025年7月1日に横浜イーライナーの夜行便（横浜・東京虎ノ門イーライナー）を経路変更・路線分離して誕生。

### 渋谷・新宿イーライナー
路線名は渋谷新宿線である。京王バス東・ジェイアール東海バスと共同運行。

### 京都イーライナー
路線名は浜松京都線である。京都イーライナーの愛称も使用される。
京阪バスが運行支援を実施しているため、京阪バス京都駅八条口案内所でも乗車券発売がある他、昼間時の休憩は京阪バス洛南営業所で実施している。

#### 運行経路
- ▼：浜松発（下り）は乗車のみ、京都発（上り）は降車のみの取り扱い。
- ▽：浜松発（下り）は予約乗車のみ、京都発（上り）は降車のみの取り扱い。
- ▲：浜松発（下り）は降車のみ、京都発（上り）は乗車のみの取り扱い。
- △：浜松発（下り）は降車のみ、京都発（上り）は予約乗車のみの取り扱い。
- ※のバス停はパークアンドライド対応のバス停。

| 所在地               | 所在地 | 所在地 | 停留所名               | 乗降扱い       |
| -------------------- | ------ | ------ | ---------------------- | -------------- |
| 静岡県               | 浜松市 | 中央区 | 浜松駅バスターミナル   | ▼ (11番のりば) |
| 静岡県               | 浜松市 | 中央区 | ホテルコンコルド浜松前 | ▼              |
| 静岡県               | 浜松市 | 中央区 | ヤマハ前               | ▼              |
| 静岡県               | 浜松市 | 中央区 | 本田技研               | ▼              |
| 静岡県               | 浜松市 | 中央区 | 浜松西インター駐車場※  | ▼              |
| 静岡県               | 浜松市 | 中央区 | 東名舘山寺             | ▼              |
| 静岡県               | 浜松市 | 浜名区 | 東名三ヶ日             | ▼              |
| 愛知県               | 豊川市 | 豊川市 | 東名豊川               | ▽              |
| 愛知県               | 豊川市 | 豊川市 | 東名音羽               | ▽              |
| （東名高速道路）     |        |        |                        |                |
| （伊勢湾岸自動車道） |        |        |                        |                |
| 三重県               | 桑名市 | 桑名市 | 長島温泉               | △              |
| （新名神高速道路）   |        |        |                        |                |
| （名神高速道路）     |        |        |                        |                |
| 京都府               | 京都市 | 東山区 | 五条京阪               | ▲              |
| 京都府               | 京都市 | 下京区 | 京都駅八条口           | ▲ （H2のりば） |

- 刈谷PA、甲南PAで休憩する。
- ホテルコンコルド浜松前は浜松城公園入口と、ヤマハ前は学芸高校前とそれぞれ同一位置。
- 五条京阪（京阪本線清水五条駅）は五条大橋東詰（五条通と川端通との交差点）東側の五条通沿い・京阪バス五条京阪と同一場所に位置する。

#### 使用車両
トイレ付4列シート車で運行、車内禁煙。

#### 概説
2022年8月1日運行開始、座席指定制。
昼行便2往復運行で、うち1往復は特定日に浜松駅 - 長島温泉で運行する。
学割運賃が設定されている他に早期購入割引として「早売」が設定されている。往復運賃の設定はない。
長島温泉は予約がない場合、停車しない。
2024年9月1日改正で東名豊川・東名音羽への乗り入れを開始し、京都ほの国号と競合している。
運行会社
遠州鉄道（浜松東営業所）

### 大阪イーライナー
2020年11月30日まで運行していた西日本JRバス担当分についても解説する。

#### 運行経路
現行経路と2社共同運行当時の経路で停車バス停などが大きく異なるため、わけて記載する。
現行経路
- ▼：浜松発（下り）は乗車のみ、大阪発（上り）は降車のみの取り扱い。
- ▽：浜松発（下り）は予約乗車のみ、京都発（上り）は降車のみの取り扱い。
- ▲：浜松発（下り）は降車のみ、大阪発（上り）は乗車のみの取り扱い。
- ∥：通過。
- ※のバス停はパークアンドライド対応のバス停。

| 所在地               | 所在地 | 所在地 | 停留所名                   | 乗降扱い         |
| -------------------- | ------ | ------ | -------------------------- | ---------------- |
| 静岡県               | 浜松市 | 中央区 | 浜松駅バスターミナル       | ▼ （11番のりば） |
| 静岡県               | 浜松市 | 中央区 | ホテルコンコルド浜松前     | ▼                |
| 静岡県               | 浜松市 | 中央区 | ヤマハ前                   | ▼                |
| 静岡県               | 浜松市 | 中央区 | 本田技研                   | ▼                |
| 静岡県               | 浜松市 | 中央区 | 浜松西インター駐車場※      | ▼                |
| 静岡県               | 浜松市 | 中央区 | 東名舘山寺                 | ▼                |
| 静岡県               | 浜松市 | 浜名区 | 東名三ヶ日                 | ▼                |
| 愛知県               | 豊川市 | 豊川市 | 東名豊川                   | ▽                |
| 愛知県               | 豊川市 | 豊川市 | 東名音羽                   | ▽                |
| （東名高速道路）     |        |        |                            |                  |
| （伊勢湾岸自動車道） |        |        |                            |                  |
| （新名神高速道路）   |        |        |                            |                  |
| （名神高速道路）     |        |        |                            |                  |
| 京都府               | 京都市 | 伏見区 | 京都深草                   | ▲                |
| 大阪府               | 大阪市 | 北区   | 大阪駅JR高速バスターミナル | ▲                |
| 大阪府               | 大阪市 | 此花区 | USJ                        | ▲ （1番のりば）  |

- 2022年8月1日より浜松駅バスターミナルが11番のりばに変更された。
- 刈谷PA、甲南PAで休憩する。
- ホテルコンコルド浜松前は浜松城公園入口と、ヤマハ前は学芸高校前とそれぞれ同一位置。
- 2024年10月1日改正で東名豊川・東名音羽への乗り入れを開始した。

2020年11月30日までの経路
- ▼：浜松発（下り）は乗車のみ、大阪発（上り）は降車のみの取り扱い。
- ▲：浜松発（下り）は降車のみ、大阪発（上り）は乗車のみの取り扱い。
- △：浜松発（下り）は降車のみ、大阪発（上り）は予約乗車のみの取り扱い。
- ∥：通過。
- ※のバス停はパークアンドライド対応のバス停。
- バス停所在地は2社共同運行休止時点のもの。

| 所在地               | 所在地 | 所在地 | 停留所名                   | 遠州鉄道便       | 西日本JRバス便   |
| -------------------- | ------ | ------ | -------------------------- | ---------------- | ---------------- |
| 静岡県               | 浜松市 | 中区   | 浜松駅バスターミナル       | ▼ （12番のりば） | ▼ （11番のりば） |
| 静岡県               | 浜松市 | 中区   | ホテルコンコルド浜松前     | ▼                | ▼                |
| 静岡県               | 浜松市 | 中区   | ヤマハ前                   | ▼                | ▼                |
| 静岡県               | 浜松市 | 中区   | 本田技研                   | ▼                | ▼                |
| 静岡県               | 浜松市 | 西区   | 浜松西インター駐車場※      | ▼                | ▼                |
| 静岡県               | 浜松市 | 西区   | 東名舘山寺                 | ▼                | ▼                |
| 静岡県               | 浜松市 | 北区   | 東名三ヶ日                 | ▼                | ▼                |
| （東名高速道路）     |        |        |                            |                  |                  |
| （伊勢湾岸自動車道） |        |        |                            |                  |                  |
| 三重県               | 桑名市 | 桑名市 | 長島温泉                   | △                | ∥                |
| （新名神高速道路）   |        |        |                            |                  |                  |
| （名神高速道路）     |        |        |                            |                  |                  |
| 京都府               | 京都市 | 伏見区 | 京都深草                   | ▲                | ▲                |
| 大阪府               | 吹田市 | 吹田市 | 千里ニュータウン           | ∥                | ▲                |
| 大阪府               | 大阪市 | 北区   | 大阪駅JR高速バスターミナル | ▲                | ▲                |
| 大阪府               | 大阪市 | 此花区 | USJ                        | ▲ （1番のりば）  |                  |

- 刈谷PA（3号を除く）、甲南PA（全便）で休憩する。
- 3号は西日本ジェイアールバス三ヶ日宿泊所で乗務員交代が行われた。
- ホテルコンコルド浜松前は浜松城公園入口と、ヤマハ前は学芸高校前とそれぞれ同一位置。
- 西日本ジェイアールバス担当便は2020年12月1日より運行を休止し、同日より遠鉄担当便のみの運行となった。

#### 使用車両
どちらもトイレ付4列シート車で運行、車内禁煙。
遠鉄担当便については車両の節も参照。なお大阪イーライナーではエアロエースが優先的に充当されており、この車両は全席コンセント付のワイドシートである他、各座席にクッションが用意されている。なお、エアロエースの772号車が導入される前はエアロバスの516号車が使用されていた。代走時はこの限りではない。
西日本JRバス担当便は他路線と共通のエアロバス・セレガなどを使用していた。

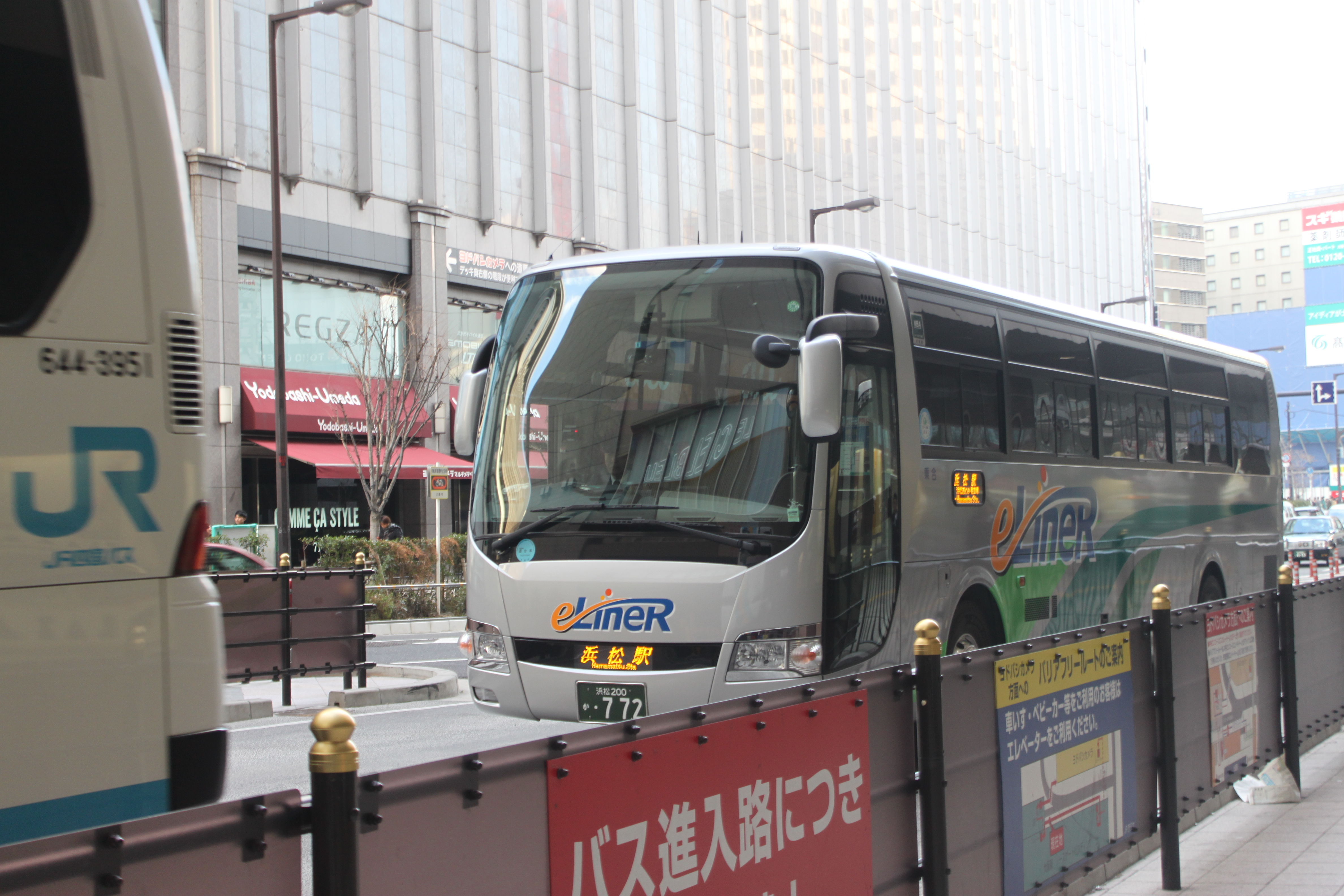
遠鉄便のエアロエース・772号車（大阪駅にて）

#### 概説
2011年運行開始、座席指定制。路線名は浜松大阪線である。西日本ジェイアールバスでは浜松エクスプレス大阪号として案内する。当初はUSJへは乗り入れていなかった。
昼行便2往復運行で、学割運賃が設定されている他に早期購入割引として「早売」が設定されている。往復運賃の設定はない。
運賃が同じであるため、続行便などで大阪駅までの乗車券しか購入できない場合は当該乗車券でUSJまで乗車可能となる。
浜松まつりによる交通規制の際にはヤマハ前・ホテルコンコルド浜松前は利用できない。その他、祭事等により迂回運転する場合がある。
2013年台風18号の際などは、迂回の為京都深草で乗降できない事例も発生した。
2020年12月1日から西日本ジェイアールバス便が運行を休止し、1往復へ減便した上で遠鉄便のみの運行となる。
また、千里ニュータウンが通過となった。
2022年8月1日から長島温泉を通過。代替として京都イーライナー（浜松京都線）が長島温泉に停車。
運行会社
- 遠州鉄道（浜松東営業所）

ターミナル営業所の浜松東営業所への統合までは、同所が担当していた。
2013年6月まで遠鉄便は浜松東営業所だった。
過去の運行会社
- 西日本JRバス（大阪高速管理所）

2020年11月30日出発便をもって運行を休止した。
浜松発1号と大阪発4号を遠州鉄道が、浜松発3号と大阪発2号を西日本ジェイアールバスが担当していたが、2020年12月1日より西日本ジェイアールバスが運行を休止したため 、大阪発4号を2号に変更 。
3号は、三ヶ日IC にて一度高速道路を降り、ジェイアールバス関東三ヶ日営業所 にて乗務員交代を行っていた。

## 車両
| 車両と路線が固定されていた時代のエアロバス・516号車。左が渋谷・新宿線時代、右が大阪線時代。  |  | 車両と路線が固定されていた時代のエアロバス・516号車。左が渋谷・新宿線時代、右が大阪線時代。 |
| 車両と路線が固定されていた時代のエアロバス・516号車。 左が渋谷・新宿線時代、右が大阪線時代。 |  |                                                                                             |

三菱ふそう製はエアロバスとエアロエース、いすゞ自動車（ジェイ・バス）製はガーラを使用する。2012年ごろまでは基本的に路線と車両が固定されていたが、現在は一部を除き車両と路線が固定されることなく柔軟に運用されている。
座席は原則としてエアロバスが補助席付き4列シート40席、それ以外が補助席なし4列シート38席または40席。このほか、フットレストが装備されている。当初は車内にトイレは設置されていなかったが、2010年11月中旬頃までに各車とも車内左後方にトイレが設置された。
運行開始当初は貸切車などからe-LineR仕様に改造したエアロバスで対応。コンセントは初期の改造車は設置されていないが2次改造車は先頭4席のみ設置された。
2011年秋には初のe-LineR新車としてエアロエースの738号車が納入され、11月6日に渋谷・新宿イーライナーでデビューした。前述の通りこの車両より補助席が廃止。この車両は38席となっておりコンセントは先頭4席のみ設置。
その後2012年夏にエアロエースの772号車が導入され、7月7日に大阪イーライナーでデビューした。座席は40席である。これ以降の新車は全席コンセント設置となる。現在は夜行便での運行を考慮して仕切りカーテンが追設されている。
2014年夏にはガーラの864号車が導入され、7月26日に横浜イーライナーの夜行便でデビューした。e-LineR以外を含めても遠鉄グループの高速バスとしては初のいすゞ車である。座席は38席。また、夜行便での使用を考慮し同社では初の運転席と客席の間の仕切りカーテンを設置。この車両より新車は原則として前述の仕切りカーテンならびにPCS（衝突軽減ブレーキシステム）を採用する。
2015年冬にはガーラの947号車が導入。こちらは40席である。
なお、エアロバスの2691号車はe-wingからの転用車のため座席配置が異なり、車内に荷物置場がある一方でトイレやコンセントは設置されていなかったため、e-LineR運行開始当初よりe-LineR専用の予備車として活用されていたが、2014年9月に塗装変更を施しe-wing・e-LineR両対応の予備車となった。
逆に共用予備車としてe-wing車両であるエアロエースの715号車も改造された。こちらはe-wingの無料Wi-Fi導入時よりe-LineR他車に先駆けて無料Wi-Fiが搭載されていた。

## 備考
- 各路線とも全席指定席の予約制を採る。
- 遠鉄便は全車両にて無料Wi-Fiが導入されている[40]。
- 横浜イーライナーは遠州鉄道各窓口・発車オ〜ライネット・コンビニ端末から予約・乗車券購入ができる。
- 渋谷・新宿イーライナーや大阪イーライナーは遠州鉄道各窓口の他、共同運行会社窓口やコンビニ等で取り扱う。詳細は各路線記事を参照。
- e-LineRには含まれないが、遠州鉄道では名鉄バスと宮城交通が運行する青葉号の運行支援を行っているため、e-LineR取り扱い窓口で青葉号の乗車券も取り扱っている。
- 各路線共予約していない場合でも空席がある場合に限り乗車できる。ただし予約乗車専用の各バス停に限りデマンドバス方式の為予約がないと乗車できない。
- 各路線共運賃の支払いに乗車カード（ETカード・ナイスパス）や各種フリー乗車券[注 11]などは利用できない。なお、2023年度以降はクレジットカードのタッチ決済が利用可能[66]。
- 掛川インター・磐田インター・浜松インター・浜松西インターの各のりばには利用者専用駐車場を設置しパークアンドライドに対応、マイカー利用客の利便性を向上している。
- 各路線共クローズドドア制度を採っている。